# Назиуллин, Артур Искандарович
Артур Искандарович Назиуллин (5 июня 1988, Уфа) — российский музыкант, кларнетист. Народный артист Республики Башкортостан (2022), Лауреат Государственной премии Республики Башкортостан имени Салавата Юлаева (2022), Лауреат Государственной республиканской молодёжной премии имени Ш. Бабича, Генеральный директор Государственного академического симфонического оркестра Республики Башкортостан (до 1 декабря 2023 года - Национального симфонического оркестра Республики Башкортостан), Лауреат Международных конкурсов. Солист программ Московской государственной академической филармонии, Солист Московской областной филармонии, директор благотворительного фонда содействия развитию талантов и профессионального мастерства молодёжи Владимира Спивакова в Республике Башкортостан,председатель Регионального отделения Общероссийской общественно-государственной организации «Российский фонд культуры» в Республике Башкортостан, обладатель гранта Президента Российской Федерации и гранта Главы Башкортостана.
По данным независимой статистики Международной ассоциации кларнетистов 2015 года, Артур Назиуллин входил в число 10 перспективнейших кларнетистов мира нового поколения.

## Биография

### Образование
Артур Назиуллин родился 5 июня 1988 года в Уфе, столице Башкирской АССР. Увлёкся музыкой в возрасте 5 лет, учился в музыкальных лицеях при Уфимской государственной академии искусств имени З. Г. Исмагилова, а с 2002 года — при Казанской государственной консерватории имени Н. Г. Жиганова. Окончил Московскую государственную консерваторию имени  П. И. Чайковского по классу профессора Р. О. Багдасаряна и Берлинскую высшую школу музыки имени Г.Эйслера класс профессора Д. Кюн (Diethelem Kuhn). Проходил стажировку в высшей школе музыки в немецком городе Любек по классу профессоров Сабины Мейер (Sabine Meyer) и Райнера Веле (Reiner Wehle). В 2002 году дебютировал как солист в рамках концертных программ фонда «Новые имена».
Участник Федеральной Программы Министерства культуры Российский Федерации «Звёзды XXI века».
Участник мастер-классов Karl-Heinz Steffens (Германия), Jacques Di Donato (Франция), Michel Marang (Голландия), Charles Neidich (США).

### Конкурсы
Является лауреатом ряда международных конкурсов:
- Победитель конкурса «Новые имена» (Москва, Ханты-Мансийск, 2004), получил специальный приз «Талант» от компании «Sterling group».
- Лауреат международного конкурса кларнетистов (Первая премия, Москва, 2005)
- Лауреат международного конкурса кларнетистов (Первая премия, Ванкувер, Канада, 2007)

### Концертная деятельность

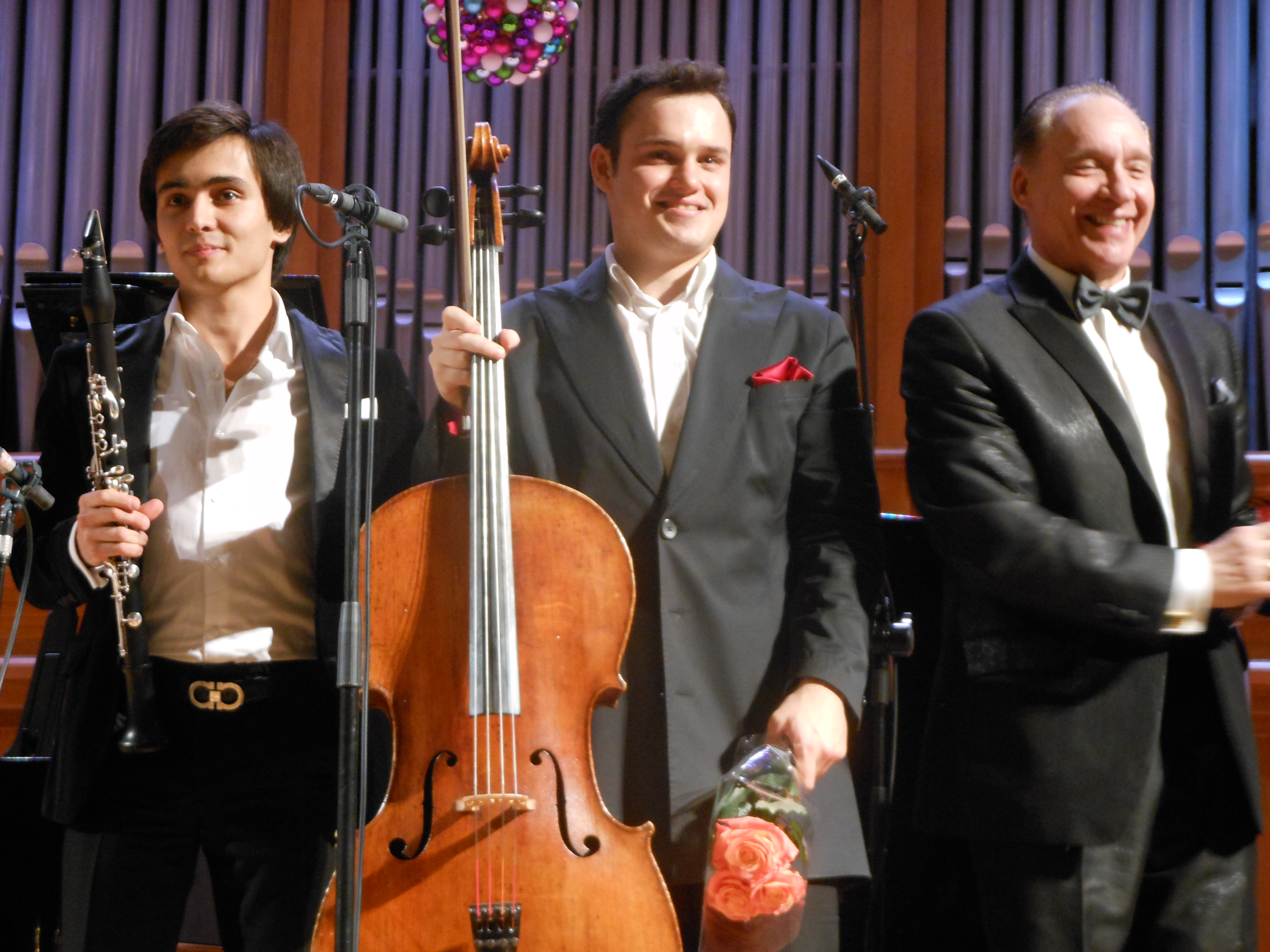
Артур Назиуллин, виолончелист Арсений Чубачин и композитор Максим Дунаевский, 2015

Назиуллин выступал на крупных концертных площадках России (включая Большой зал Консерватории имени П. И. Чайковского), Германии, Франции, Польши, Португалии, Канады, Турции, Чехии, Нидерландов, США, Саудовской Аравии (включая выступления перед королевской семьёй). Сотрудничал с Московским и Гамбургским симфоническими оркестрами, Государственным симфоническим оркестром Республики Татарстан под управлением Александра Сладковского, Staatskapelle Halle (Германия), Victoria symphony (Канада), Lisbon sinfonietta (Португалия), Antalia state orchestra (Турция). Выступал вместе с Владимиром Спиваковым, Денисом Мацуевым, Максимом Дунаевским, дирижёрами Юрием Симоновым, Марком Горенштейном, Фуатом Мансуровым, Пинтхасом Цукерманом, Александром Сладковским, Павлом Нерсесьяном, Лианой Исакадзе а также К. Штеффенсом, Т. Сонгуром, Т. Миллером и другими известными исполнителями и дирижёрами.
Назиуллин участвовал в фестивалях: «Денис Мацуев и друзья», «Владимир Спиваков приглашает», «Звёзды на Байкале», «Международный Фестиваль В. Спивакова» г. Кольмар (Франция) «Звёзды в Кремле» (Москва), «Кремль музыкальный» (Москва), «Crescendo» (Санкт-Петербург, Калининград), Рождественском фестивале Дениса Мацуева в Тюмени, «International Solo Festival of Apogee Foundation» (Нью-Йорк, США), "International Chamber Music Festival " (Измир, Турция), «Дни Моцарта в Стамбуле» (Турция), «Богемский Фестиваль в Праге» (Чехия), «Clarinet Fest» (Ванкувер, Канада), «King arts Festival» (Эр-Рияд, Саудовская Аравия), «Clarinet Fest» (Порту, Португалия).
16 января 2015 года Назиуллин выступал в Большом зале консерватории имени П. И. Чайковского в рамках гала-концерта «Максим Дунаевский и новое поколение звёзд».
Участник музыкальных теле- и радиопередач, в том числе на телеканале «Культура».
Обладатель многих почётных грамот и благодарственных писем, в том числе от глав субъектов Российской Федерации, Полномочных представительств при Президенте Российской Федерации, министерства культуры и министерства труда и социальной защиты населения Республики Башкортостан.

### Благотворительные проекты
В 2013 году при поддержке Правительства республики и министерства культуры провёл серию благотворительных концертов по Башкортостану, все собранные средства были подарены артистом детским музыкальным образовательным учреждениям.
В 2014 году Артур Назиуллин учредил ежегодную именную премию в области культуры и искусства «Созвездие» для талантливой молодёжи Республики Башкортостан.
Организатор Летней творческой школы благотворительного фонда В. Спивакова в Башкортостане
Директор благотворительного фонда содействия развитию талантов и профессионального мастерства молодёжи Владимира Спивакова в Республике Башкортостан

### Оценки
Характеризуя творчество кларнетиста-виртуоза, германский журнал «Der Spiegel» в 2007 году отмечал: «Глубина исполнения и эмоциональность, виртуозное владение инструментом и артистизм — эти черты присущи игре молодого, талантливого солиста Артура Назиуллина». Выступление артиста в 2009 году в Эр-Рияде, Саудовская Аравия, выделяла и арабская газета «Аль-Джазира»: «Игра Артура Назиуллина на Королевском фестивале „Джинадерия“ вызвала бурю оваций и восхищение у арабской публики, в числе которой были первые лица государства».

### Педагогическая деятельность
Преподаватель по классу кларнета Московской городской детской музыкальной школы имени В. М. Блажевича.

### Общественная деятельность
Член правления РОО «Землячество Башкортостана» в Полномочном представительстве Республики Башкортостан при Президенте Российской Федерации.
Член общественного совета по культуре при министерстве культуры Республики Башкортостан.
Входит в число федеральных экспертов молодёжных проектов Федерального агентства по делам молодёжи РФ.
Член общественного совета при МВД Республики Башкортостан.

## Личная жизнь
Артур Назиуллин женат. Живёт в России.